# 翠峦区
翠峦区是黑龙江省伊春市曾经存在的一个区。
2019年7月伊春市行政区划调整，翠峦区并入新成立的乌翠区。

## 行政区划
翠峦区下辖8个类似乡级单位：翠峦镇和乌马河镇。
2016年前，翠峦区下辖2个街道和类似乡级单位：向阳街道、曙光街道。2016年，伊政函【2016】89号文件撤销向阳街道、曙光街道，下辖地区由翠峦区直辖。
现辖：
翠峦镇和乌马河镇。

## 交通
- 222国道过境。